# Rick Amann
Richard J. „Rick“ Amann (* 30. Dezember 1960 in Mac Gregor, Manitoba) ist ein ehemaliger deutsch-kanadischer Eishockeyspieler und derzeitiger -funktionär.

## Karriere
Von 1977 bis 1981 spielte er bei New Westminster Bruins in der Western Hockey League (WHL). 1981 wechselte er in die Eishockey-Bundesliga zum ERC Freiburg. Seine längste Station war die Düsseldorfer EG, wo Amann von 1987 bis 1996 spielte. In dieser Zeit wurde er von 1990 bis 1993 viermal nacheinander Deutscher Meister. 1998 sprang er für zwölf Spiele noch einmal bei den Ratinger Ice Aliens ein.
Von September 1996 bis Mai 2005 war Amann als Experte für Eishockey beim Deutschen Sportfernsehen (DSF, heute Sport1) tätig. Danach lebte Amann im kanadischen Vancouver und war dort als Manager einer internationalen Bank tätig. Seit Anfang Mai 2025 ist Amann gemeinsam mit Andreas Niederberger Geschäftsführer der Düsseldorfer EG.

### International
Für die deutsche Nationalmannschaft nahm Amann an den Olympische Winterspielen der Jahre 1992 und 1994 sowie zwei Weltmeisterschaften in den Jahren 1992 und 1993 teil. Bei den Olympischen Spielen 1994 in Lillehammer war der Deutsch-Kanadier sogar Mannschaftskapitän.

## Erfolge und Auszeichnungen
- 1990 Deutscher Meister mit der Düsseldorfer EG
- 1991 Deutscher Meister mit der Düsseldorfer EG
- 1992 Deutscher Meister mit der Düsseldorfer EG
- 1993 Deutscher Meister mit der Düsseldorfer EG